# Hypoestes thothathrii
Hypoestes thothathrii är en akantusväxtart som beskrevs av M.K. Vasudeva Rao och T. Chakrabarty. Hypoestes thothathrii ingår i släktet Hypoestes och familjen akantusväxter. Inga underarter finns listade i Catalogue of Life.